# Nadia, Șîroke
Nadia (în ucraineană Надія) este un sat în comuna Ceapaievka din raionul Șîroke, regiunea Dnipropetrovsk, Ucraina.

## Demografie
Componența lingvistică a localității Nadia
     Ucraineană (91,55%)
     Rusă (4,23%)
     Belarusă (2,11%)
     Română (1,41%)
     Alte limbi (0,7%)
Conform recensământului din 2001, majoritatea populației localității Nadia era vorbitoare de ucraineană (91,55%), existând în minoritate și vorbitori de rusă (4,23%), belarusă (2,11%) și română (1,41%).